# Kereszténydemokrata Tömörülés
A Kereszténydemokrata Tömörülés (hollandul Christen-Democratisch Appèl, rövidítve CDA) kereszténydemokrata politikai párt Hollandiában. Hagyományosan az egyik legnagyobb holland parlamenti párt, bár 2010 óta jelentősen visszacsúszott a rangsorban.
1977-ben alakult mint a Katolikus Néppárt, az akkor százesztendős protestáns Forradalomellenes Párt és a szintén protestáns és régi Keresztény Történelmi Unió szövetsége. Azóta három kivételével minden holland kormánynak tagja volt.
A 2010-es választáson a párt súlyos vereséget szenvedett. Elvesztette mandátumai felét, és a képviselőházban csak a negyedik legnagyobb párt lett. 2010 és 2012 között a Szabadság és Demokrácia Néppártja (VVD) oldalán tagja volt a jobboldali kisebbségi kormánynak (első Rutte-kormány), amelyet kívülről támogatott Geert Wilders Szabadságpártja. A 2012-es választáson a CDA újabb mandátumokat vesztett, és az ötödik helyre szorult vissza.

## Története

### 1977 előtt
A párt történelme 1880-ig nyúlik vissza. Ebben az évben számos katolikus és protestáns párt együttműködött az úgynevezett Koalíció-ban (Coalitite). Közösen voltak érdekeltek az egyházi iskolák közfinanszírozásában. Az együttműködések nem voltak problémáktól mentesek, ugyanis számos antipápista és konzervatív arisztokrata elhagyta a Forradalomellenes Pártot (AVP) és átment a Keresztény Történelmi Unió (CHU) pártba. A nézeteltérés oka a katolikusok és protestánsak eltérő véleménye az Apostoli Szentszék befolyásáról Hollandiában és Holland Kelet-India jövőjét illetően.
1918 körül három kereszténydemokrata párt volt jelen Hollandiában: a katolikus Római Katolikus Választmány Általános Ligája, a protestáns Forradalomellenes Párt és Keresztény Történelmi Unió. Az Általános Liga 1926-ban beolvadt a Római Katolikus Állami Pártba, ami 1945-től a Katolikus Néppárt tagja lett.
1918 és 1967 között a kereszténydemokrata pártoknak mindig megvolt a többségük a Staten-Generaal mindkét házában. Ez alatt az idő alatt a holland társadalom nagy változáson ment keresztül: szekularizálódott és egyre kevesebb szavazatot kaptak a pártok: 1963-as választáson a szavazatok 51%-át, 1972-ben pedig mindössze a 32%-ot érték el.
A három vallásos párt csökkenő támogatottságuk miatt úgy döntöttek, hogy egy közös politikai programot hoznak létre, amivel az Első-Biesheuvel kormány létrejött 1971-ben. A Joop den Uyl vezette 1973-1977 közötti kormánykoalícióból a Keresztény Történelmi Uniót kizárta Den Uyl, így a három vallásos párt külön frakciókban voltak a Képviselőházban és csak a KVP és ARP kapott miniszteri és miniszter-helyettesi tárcákat.

### 1977-1994: A párt létrejötte és CDA-s miniszterelnökök

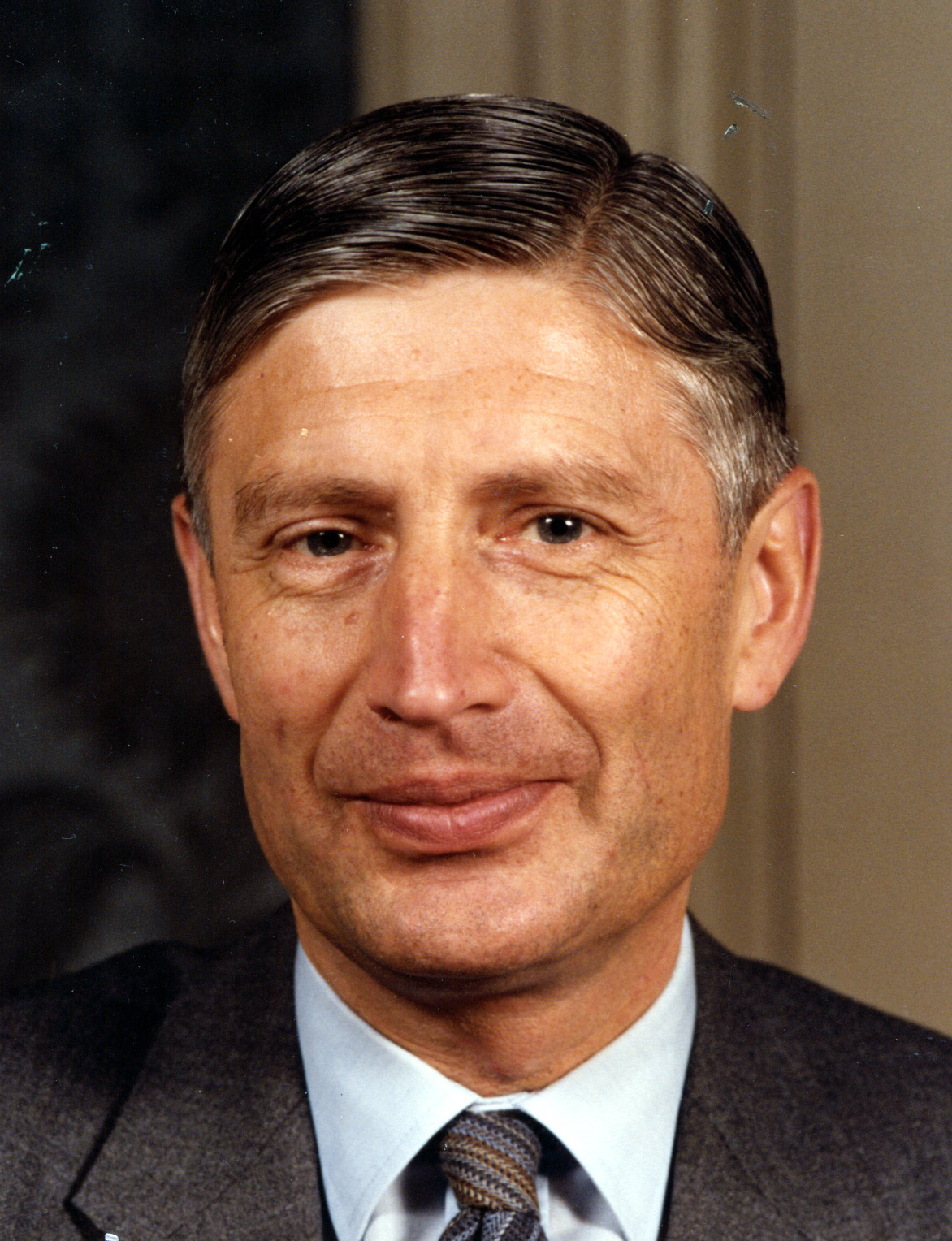
Dries van Agt, miniszterelnök 1977-1982 között

1976-ban a három vallásos párt elhatározta, hogy az 1977-es választáson közös listán indul Kereszténydemokrata Tömörülés (Christen-Democratisch Appél) néven. A közös lista vezetője az addigi KVP-párti igazságügyminiszter Dries van Agt volt, aki a választási kampányban leszögezte a párt, hogy középen vannak és se nem jobboldaliak, se nem baloldaliak. A közös listának köszönhetően a három párt stabilizálta addigi mandátumainak számát. Van Agt felkérte a munkáspárti Joop den Uyl addigi kormányfőt, miniszterelnök-helyettesnek, ám hosszú tárgyalások ellenére sem akart a koalíció tagja lenni így 300 napos tárgyalás után a konzervatív-liberális VVD-vel alakítottak kormányt.

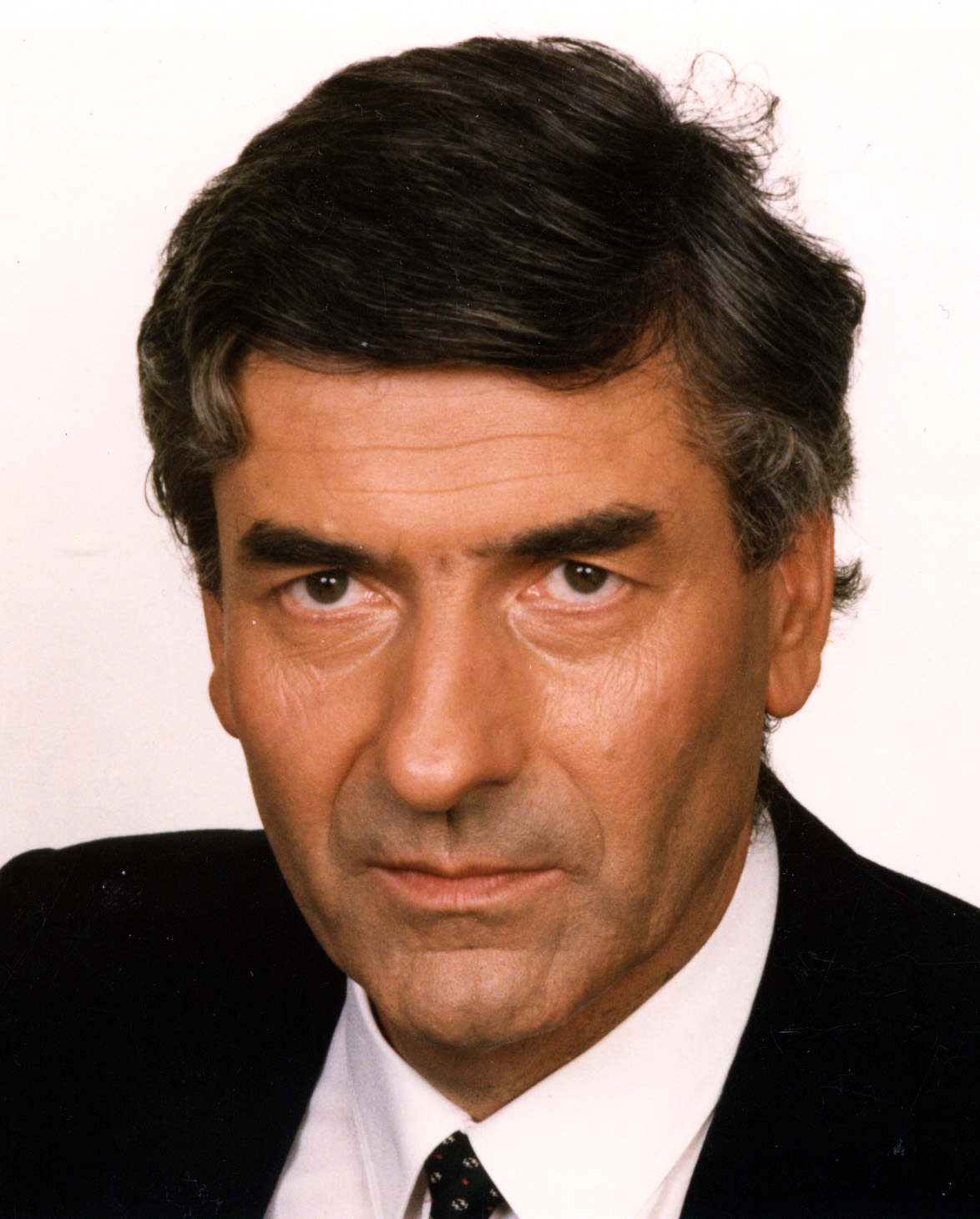
Ruud Lubbers, miniszterelnök 1982-1994 között

1980. október 11.-én a három vallásos párt egyesülésével a Kereszténydemokrata Tömörülés egységes párttá vált. 1981-ben a van Agt vezette koalíció elvesztette többségét, így a Hans Wiegel vezette VVD helyett a Munkáspárttal kötött koalíciót. Joop den Uyl lett a miniszterelnök-helyettes, ám személyi és politikai konfliktusok miatt a koalíció 1982-ben felbomlott.
Az 1982-es választás után az egykori katolikus Ruud Lubbers lett a CDA vezetője, egyben ő alakított koalíciót a VVD-vel. Ez a kereszténydemokrata-konzervatív liberális koalíció reformok sorozatát hozta el: kiadáscsökkentés, költségvetés átalakítása, rokkantsági nyugdíj rendszerének megváltoztatása, közszolgáltatások privatizálása. Lubberst 1986-ban és 1989-ben is újraválasztották. 1989-ben a VVD-vel is meglett a többségük de Lubbers a Munkáspárttal akart koalíciót és 1994-ig velük kormányzott.

### 1994-2002: Ellenzékben
Az 1994-es választás nagy vereséget hozott a pártnak. belső feszültség volt amiatt, hogy Ruud Lubbers helyett Elco Brinkmann lett a párt listavezetője. A társadalom pedig már nem támogatta a reformokat, így 1918 óta először kereszténydemokraták nélküli kormánykoalíció jött létre.

### 2002-2010: Ismét kormányon

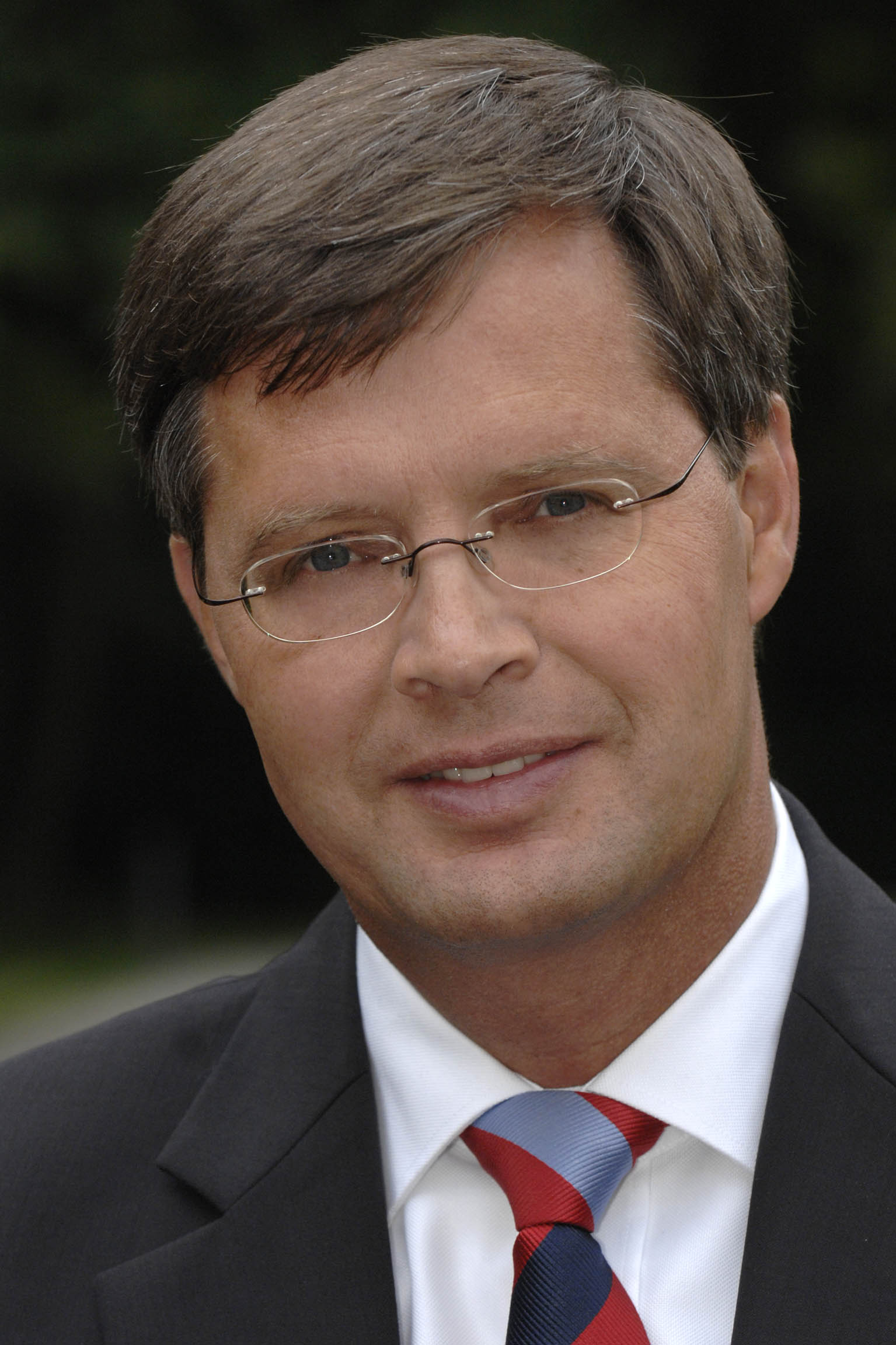
Jan Peter Balkenende, miniszterelnök 2002-2010 között

A 2002-es választásokat alapvetően beárnyékolta Pim Fortuyn nyíltan meleg, szélsőjobboldali politikus ellen elkövetett gyilkosság. A választáson az általa alapított Pim Fortuyn Listája 17%-ot érve a második helyen végzett, a CDA lett a választás nyertese emellett 14-gyel növelte addigi mandátumainak számát. Ennek fényében a CDA listavezetője Jan Peter Balkenende alakíthatott kormányt: ám az első kormánykoalíciót belső ellentétek lehetetlenítették el, mert a PFL nem rendelkezett kellő társadalmi bázissal és a névadó párt alapító halála után felszínre törtek a belső harcok.  Emiatt 2003-ban előrehozott választást tartottak, ahol a CDA megerősítette pozícióját és Wouter Bos listavezetésével a Munkáspárt is számos mandátumot nyert a PFL párt rovására. Balkenende koalíciós tárgyalásokat folytatott Bosszal, azonban a koalíciós tárgyalásokon nem tudtak megegyezni. Végül a D66 és a VVD pártokkal alapítottak koalíciót.
Az új koalíció szigorúbb bevándorlási törvényt hozott, társadalombiztosítási reformot hajtott végre és munkajogi intézkedéseket vezettek be.
A 2006-os választások után a párt gyökeresen változtatott álláspontján: az új kormánykoalícióba bekerült a Munkáspárt és a Keresztény Unió is. Megnövelték a költségvetési kiadások adók növelésével.
A 2010-es választáson a pártnak hatalmas veresége lett: a negyedik helyre esett vissza és elvesztette mandátumainak felét a párt, megelőzte őket a VVD, Munkáspárt, Szabadságpárt. A vereség miatt Balkenende lemondott, ám ügyvezető miniszterelnök maradt az új Mark Rutte vezette kormány felállásáig.

### 2010- napjainkig: Rutte kormányok
Mark Rutte vezetésével 1918 óta először lett liberális kormányfője Hollandiának. Az Első-Rutte kormány koalíciós partnere lett a párt, amit kívülről a Szabadságpárt támogatott. A 2012-es előrehozott választáson a párt újabb vereséget szenvedett, majd ellenzékbe került. A párt 2012-ben új elnököt választott meg Sybrand van Haersma Buma személyében. Buma a VVD-t tette felelőssé a kormányválság miatt.

## Választási eredmények

### Staten-Generaal(parlament)
| Év   | Képviselőház             | Képviselőház                | Képviselőház | Képviselőház | Státusz                            |
| Év   | Kapott szavazat          | Kapott szavazat % aránya    | Mandátumok   | +/–          | Státusz                            |
| ---- | ------------------------ | --------------------------- | ------------ | ------------ | ---------------------------------- |
| 1981 | 2,677,259                | 30.8 (#1)                   | 48 / 150     | 1            | Koalíció PVdA-CDA-D66              |
| 1982 | 2,420,441                | 29.4 (#2)                   | 45 / 150     | 3            | Koalíció VVD-CDA                   |
| 1986 | 3,172,918                | 34.6 (#1)                   | 54 / 150     | 9            | Koalíció VVD-CDA                   |
| 1989 | 3,140,502                | 35.3 (#1)                   | 54 / 150     | 0            | Koalíció PVdA-CDA                  |
| 1994 | 1,996,418                | 22.2 (#2)                   | 34 / 150     | 20           | Ellenzék                           |
| 1998 | 1,581,053                | 18.4 (#3)                   | 29 / 150     | 5            | Ellenzék                           |
| 2002 | 2,653,723                | 27.9 (#1)                   | 43 / 150     | 14           | Koalíció VVD-CDA-LPF               |
| 2003 | 2,763,480                | 28.6 (#1)                   | 44 / 150     | 1            | Koalíció VVD-CDA-D66               |
| 2006 | 2,608,573                | 26.5 (#1)                   | 41 / 150     | 3            | Kisebbségi kormánykoalíció VVD-CDA |
| 2010 | 1,281,886                | 13.6 (#4)                   | 21 / 150     | 20           | Koalíció VVD-CDA-(PVV)             |
| 2012 | 801,620                  | 8.5 (#5)                    | 13 / 150     | 8            | Ellenzék                           |
| 2017 | 1,301,796                | 12.4 (#5)                   | 19 / 150     | 6            | Koalíció VVD-CDA-D66-CU            |
| 2021 | 989,385                  | 9.5 (#4)                    | 15 / 150     | 4            | Koalíció VVD-CDA-D66-CU            |
| 2023 | 345,822                  | 3.3 #(4)                    | 5 / 150      | 10           | Ellenzék                           |
| Év   | Szenátus                 | Szenátus                    | Szenátus     | Szenátus     | Státusz                            |
| Év   | Elnyert szavazatok száma | Elnyert szavazatok % aránya | Mandátumok   | +/–          | Státusz                            |
| 1991 |                          |                             | 27 / 75      |              | Győzelem                           |
| 1995 |                          |                             | 19 / 75      | 8            | Vereség                            |
| 1999 |                          |                             | 20 / 75      | 1            | Vereség                            |
| 2003 |                          |                             | 23 / 75      | 3            | Győzelem                           |
| 2007 |                          |                             | 21 / 75      | 2            | Győzelem                           |
| 2011 |                          |                             | 11 / 75      | 10           | Győzelem                           |
| 2015 |                          |                             | 12 / 75      | 1            | Vereség                            |
| 2019 |                          |                             | 9 / 75       | 3            | Vereség                            |

### Európai Parlament
| Év   | Elnyert szavazatok száma | Elnyert szavazatok % aránya | Mandátumok | +/– |
| ---- | ------------------------ | --------------------------- | ---------- | --- |
| 1979 | 2,017,743                | 35.6 (#1)                   | 10 / 25    |     |
| 1984 | 1,590,218                | 30.0 (#2)                   | 8 / 25     | 2   |
| 1989 | 1,813,035                | 34.5 (#1)                   | 10 / 25    | 2   |
| 1994 | 1,271,840                | 30.8 (#1)                   | 10 / 31    | 0   |
| 1999 | 951,898                  | 26.9 (#1)                   | 9 / 31     | 1   |
| 2004 | 1,164,431                | 24.4 (#1)                   | 7 / 27     | 2   |
| 2009 | 913,233                  | 20.1 (#1)                   | 5 / 25     | 2   |
| 2014 | 713,767                  | 15.0 (#2)                   | 5 / 26     | 0   |
| 2019 | 669,555                  | 12.18 (#3)                  | 4 / 26     | 1   |
| 2024 | 589,205                  | 9.45 (#4)                   | 3 / 31     | 1   |

## Ideológia
A párt négy fő ideológiája: a közös felelősségvállalás, sáfárság, igazság és szolidaritás. A közös felelősségvállalás esetében a párt szerint nem egyetlen szervezetnek kell működni: az állammal ellentétben a piacnak, szociális intézményeknek, egyházaknak és szakszervezetnek kell együttműködni. Ez a szellemiség a protestantizmusból vezethető le. A párt szerint a szubszidiaritás elve mentén a felelősséget meg kell osztani a holland községek, tartományok, nemzeti szint és uniós szint között.
A párt hosszú időn keresztül mérsékelt középpártként működött, az 1980-as és 1990-es évek alatt a jobboldal vezető pártja volt, a 2012-es választáson számos szavazót vesztett el, akik a populistává váló Szabaddemokrata Néppártra szavaztak át.
Ezt követően a párt magát "radikális centristaként" hirdeti, a párt legfőbb politikai céljai a lakásokra kivetett jelzálog kamatcsökkentése, egykulcsos adó, környezetvédelmi adó bevezetése, esélyegyenlőség, bevándorláskritikus politika.

### Oktatáspolitika
Oktatási kérdésben a párt fontosnak tartja a szabad iskolaválasztást, az iskolát mint társadalmi integráció elősegítőjének tartják. A párt szerint a központi tanterv helyett a Szabaddemokrata Néppárthoz hasonlóan, a helyi önkormányzatok hatáskörében kéne helyi sajátosságokhoz alkalmazkodni tudó tantervet kidolgozni.

## Választók
A párt választói hagyományosan a katolikus és protestáns felekezetekhez tartoznak, akik jellemzően vidéken élnek és időskorúak.
Földrajzilag a párt fellegvárainak Észak-Brabant, Limburg, Overijssel tartományok és a Dél-Hollandban található Westland települések számítanak. A párt hagyományosan gyengén szerepel a négy legnépesebb holland városban (Amszterdam, Rotterdam, Hága és Utrecht) esetében, emellett Groningen és Drenthe tartományokban.

## További olvasmányok
- Bosmans, Jac. The Primacy of Domestic Politics: Christian Democracy in the Netherlands. Routledge, 47–58. o. (2004). ISBN 0-7146-5662-3
- Lucardie, Paul. Paradise Lost, Paradise Regained? Christian Democracy in the Netherlands. Leuven University Press, 159–177. o. (2004). ISBN 90-5867-377-4

## Fordítás
- Ez a szócikk részben vagy egészben  a   Christian Democratic Appeal című angol Wikipédia-szócikk ezen változatának fordításán alapul.  Az eredeti cikk szerkesztőit annak laptörténete sorolja fel. Ez a jelzés csupán a megfogalmazás eredetét és a szerzői jogokat jelzi, nem szolgál a cikkben szereplő információk forrásmegjelöléseként.